# Yeongju-dong, Yeongju
Yeongju-dong (koreanska: 영주동) är en stadsdel i staden Yeongju i provinsen Norra Gyeongsang, i den centrala delen av Sydkorea, 170 km sydost om huvudstaden Seoul.

## Indelning
Administrativt är Yeongju-dong indelat i:
| Namn    | Namn               | Yta km² | Invånare 31 dec 2020 |
| ------- | ------------------ | ------- | -------------------- |
| 영주1동 | Yeongju 1(il)-dong | 1,01    | 4 117                |
| 영주2동 | Yeongju 2(i)-dong  | 0,49    | 3 615                |